# Aviation Traders ATL-98 Carvair

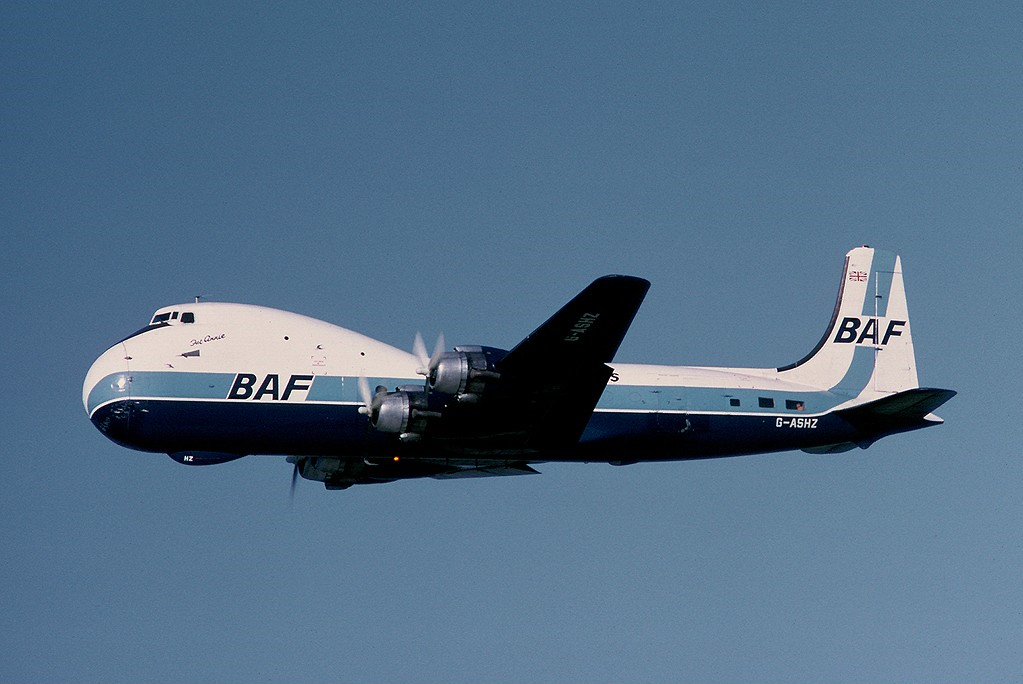
Un ATL-98 della British Air Ferries

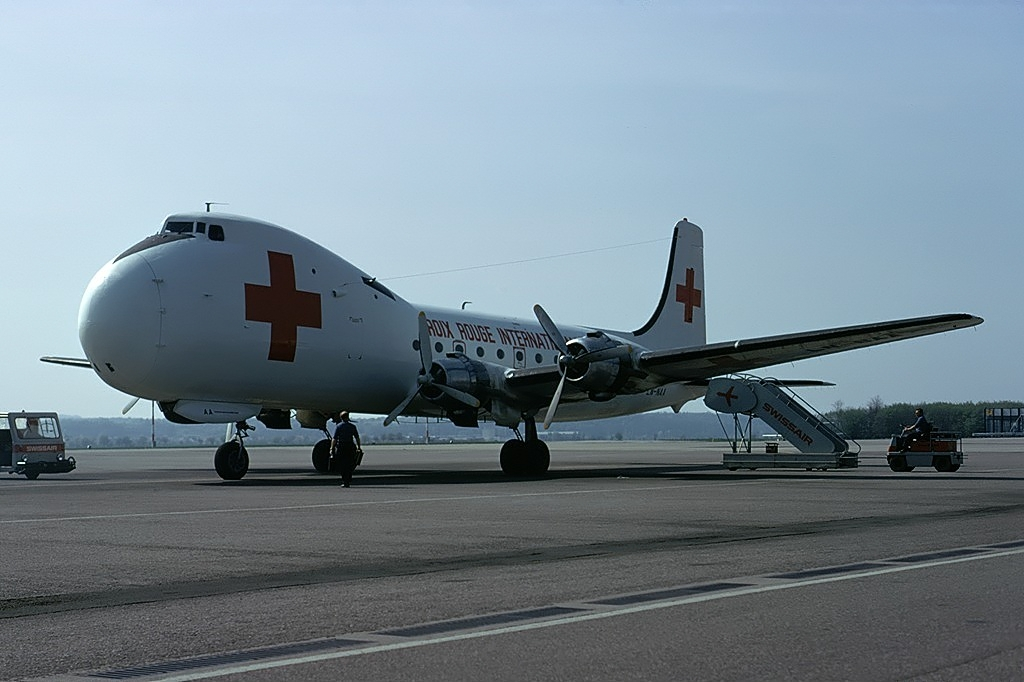
L'ATL-98 con livrea della Croce Rossa Internazionale all'Aeroporto di Basilea-Mulhouse-Friburgo FRA

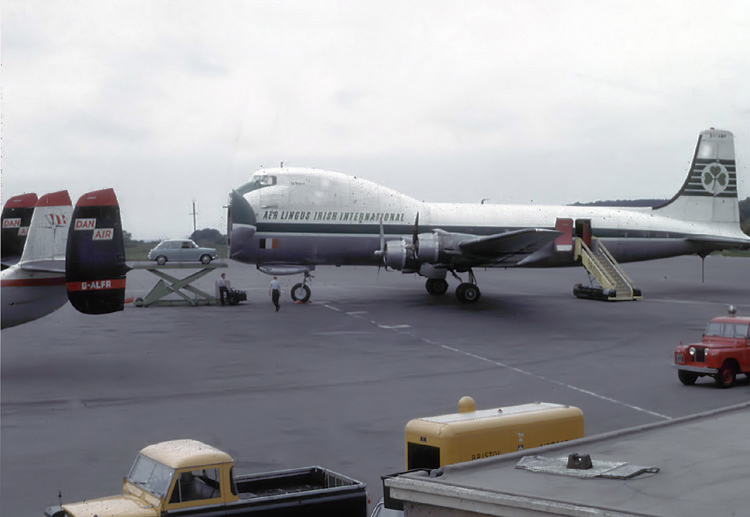
Un Carvair della Aer Lingus carica un'automobile all'aeroporto di Bristol GBR nel 1965

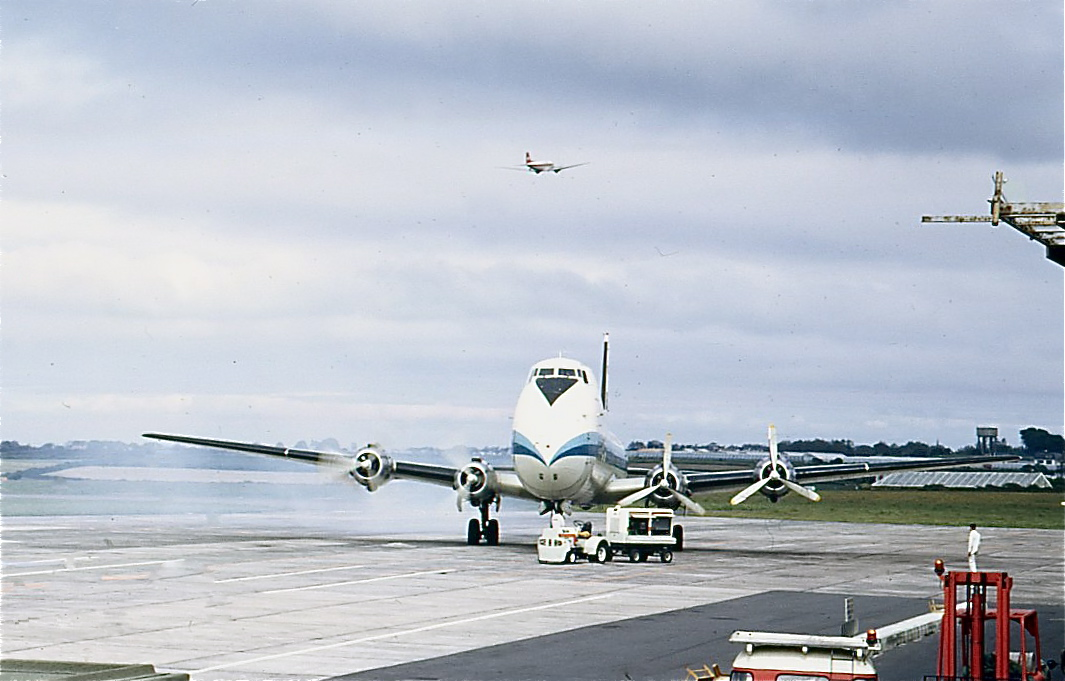
Un Carvair della British Air Ferries fotografato all'aeroporto di GGY

Un Carvair dell'italiana Alisud a Capodichino.

L'Aviation Traders ATL-98 Carvair è un aereo di linea e da trasporto, quadrimotore, monoplano ad ala bassa, prodotto dalla britannica Aviation Traders Limited. Il prototipo ha compiuto il primo volo il 21 giugno 1961.

## Storia
Il Carvair (nome che deriva dalla contrazione di car via air che si può tradurre in automobili via aria), costruito in 21 esemplari di serie dal 1961 al 1969, è un aereo derivato dalla conversione dei numerosi Douglas DC-4/C-54 Skymaster rimasti dopo il periodo bellico. Prodotto per il trasporto sia di merci che passeggeri poteva essere allestito per 84 posti, oppure con una capacità di carico complessiva fino a 8 035 kg e 4 membri di equipaggio. L'aereo venne progettato per sostituire il Bristol Freighter / Superfreighter.

### Sviluppo
La carlinga del Douglas DC-4 fu allungata e la cabina di pilotaggio posta in una protuberanza sopra il muso che, grazie ad un portellone con cerniere laterali, fungeva da accesso per lo stivaggio delle merci, anche l'impennaggio verticale fu innalzato.
Per l'aspetto della parte anteriore il Carvair può vagamente assomigliare al successivo Jumbo.

### Tecnica
L'ATL-98 Carvair era dotato come il Douglas DC-4 di 4 motori radiali a 14 cilindri disposti in doppia stella Pratt & Whitney "Twin Wasp", che azionavano eliche tripala Hamilton Standard, a passo variabile.

### Impiego
La costruzione dell'ATL-98 era stata concepita prevedendo il trasporto sia di passeggeri che di automobili sul Canale della Manica tra la Gran Bretagna e la Francia, ma successivamente fu utilizzato anche in altri contesti.
Il primo esemplare divenne operativo con la British United Air Ferries (più tardi British Air Ferries) nel marzo 1962.

## Versioni
- ATL-98 Carvair - unica versione merci e passeggeri

## Utilizzatori

### Civili
Australia
- Ansett-ANA
- Australian Aircraft Sales

 Cambogia
- Air Cambodge

 Canada
- Hawkair Aviation Service

 Croce Rossa Internazionale
 Rep. Dominicana
- Dominicana de Aviacion

 Francia
- Compagnie Air Transport
- S.A. de Construction
- Secmafer
- SF Air
- Transports Aeriens Reunis
- Uni Air

 Indonesia
- Seulawah Air Services

 Irlanda
- Aer Lingus

 Italia
- Alisud

 Nuova Zelanda
- Nationwide Air
- Turner Aviation

 Mozambico
- Interocean Airways

 Norvegia
- Norwegian Overseas Airways
- Rorosfly Cargo

 Regno Unito
- Channel Air Bridge
- British United Air Ferries
- British Air Ferries
- Falcon Airways

 Spagna
- Aviaco
- Iberia

 Stati Uniti
- Academy Airlines
- Aero Union Corp.
- Airtime Corp.
- Brooks Fuel Inc.
- Custom Air Service
- Eastern Provincial Airways
- Gator Global Flying Services
- Gifford Aviation
- Great Arctic Airways
- Great Southern Airways
- Hawaii Pacific Air
- Intercontinental US Inc.
- James Blumenthal
- Kodiak Western Airlines
- Mercantile National Bank of Dallas
- Pacific Aerolift
- Pacific Air Express

 Sudafrica
- Phoebus Apollo Aviation
- Avia Air Charter

 Zaire
- Aero Service
- EclAir
- Transair Cargo

## Curiosità
- Nel film Agente 007 - Missione Goldfinger appare un ATL-98 Carvair mentre viene caricata la Rolls-Royce Phantom III di Goldfinger
- A causa della sua forma, viene spesso chiamato mini-Boeing 747.

### Pubblicazioni
- (EN) Transports Type by Type, in Flight, 29 novembre 1962. URL consultato il 16 febbraio 2011.